# Bechyňovo náměstí
Bechyňovo náměstí je hlavní náměstí v Přibyslavi v okrese Havlíčkův Brod v Kraji Vysočina. Je umístěné v centru města severně od kostela. Na sever z něj vychází Havlíčkova ulice, na jih Žižkova, na východ Husova a na západ Tyršova. Havlíčkovou ulicí je rozděleno na západní část s radnicí, školou a mj. též památkově chráněnou sochou svatého Václava, a východní část s autobusovým stanovištěm a malým parkem s památníkem obětem světových válek. Domy stojí po obvodu náměstí, ale zastavěný je i prostor uvnitř.

## Název
Náměstí je pojmenované po architektu Stanislavovi Bechyně, jehož rodný dům čp. 37 se na tomto náměstí nachází.

## Kulturní památky
- dům čp. 4, ve vnitřním prostoru náměstí; barokní z 18. století, nejstarší dům na náměstí,[1] v průčelí s pseudogotickou kapličkou svatého Jana Nepomuckého z doby po polovině 19. století[2]
- Kurfürstův dům, čp. 45, dnes sídlo informačního centra
- dům čp. 53
- dům čp. 60
- dům čp. 75
- pomník padlým ve světových válkách
- socha svatého Václava se dvěma andílky u nohou, z roku 1743[3]

## Další objekty
- skulptura Trojčata v parčíku před radnicí od Romana Podrázského
- Kámen přátelství, taktéž od Romana Podrázského
- kašna